# Murhasaari (ö i Södra Savolax)
Murhasaari är en ö i Finland. Den ligger i sjön Emäpaju och i kommunen Kangasniemi i den ekonomiska regionen  S:t Michel och landskapet Södra Savolax, i den södra delen av landet, 220 km norr om huvudstaden Helsingfors. Öns area är 2,3 hektar och dess största längd är 360 meter i nord-sydlig riktning.